# Jakob Treffeisen
Jakob Treffeisen (* 26. September 1894 in Freiburg im Breisgau; † 17. Dezember 1962 ebenda) war ein deutscher Politiker (KPD).

## Leben
Nach dem Besuch der Volksschule absolvierte Treffeisen eine Schlosserlehre und arbeitete anschließend in diesem Beruf. Er leistete von 1913 bis 1914 Militärdienst, von 1914 bis 1918 nahm er als Soldat am Ersten Weltkrieg teil und geriet zuletzt in französische Gefangenschaft, aus der er 1920 entlassen wurde. Noch im selben Jahr trat er in die KPD ein und wurde deren Funktionär in Oberbaden (Vorsitzender der KPD Freiburg und Unterbezirksleiter). Von 1927 bis 1932 war er Mitglied des Freiburger Bürgerausschusses.
Nach der Machtübernahme der Nationalsozialisten wurde Treffeisen mehrmals in „Schutzhaft“ genommen. Auf seine Inhaftierung im März 1933 folgten acht Monate Lagerhaft im KZ Ankenbuck und in den Jahren 1934 und 1936 dann erneute Verhaftungen. Im Anschluss an seine letzte Verhaftung wurde er zunächst ins KZ Kislau und von dort über das KZ Flossenbürg ins KZ Dachau verbracht, wo er schließlich das Kriegsende erlebte.
Treffeisen wurde 1945 Leiter der Hilfestelle für die Betreuung der Opfer des Nationalsozialismus und im gleichen Jahr Stadtrat und Kreisrat in Freiburg. Zusammen mit Alfred Müller gründete er die Kommunistische Partei in Baden, für die er von 1946 bis 1947 der Beratenden Landesversammlung des Landes Baden angehörte. Im Anschluss arbeitete er bis zu seiner Pensionierung 1959 im Wirtschafts- und Finanzministerium des Landes Baden bzw. des Landes Baden-Württemberg.